# Сара Болджер
Сара Лі Болджер (англ. Sarah Lee Bolger; нар. 28 лютого 1991, Дублін, Ірландія) — ірландська акторка. Найбільш відома роллю принцеси Мері в телесеріалі «Тюдори» і роллю Меллорі Грейс у фільмі «Спайдервік: Хроніки».

## Біографія
Сара Болджер народилася в Дубліні 28 лютого 1991 року в родині м'ясника Дерека Болджера і його дружини Моніки. У неї є молодша сестра-акторка Емма (Emma Bolger) (нар. 5 січня 1996 року). Відвідувала театральну школу The Young People's Theatre School в Дубліні і Loreto High School.
У 2003 році знялася з сестрою Еммою у фільмі Джима Шерідана «В Америці», зігравши десятирічну Крісті, яка разом із сестрою Аріель допомагає своїм батькам врятувати сім'ю від розпаду. В 2006 з Алексом Петтіфером зіграла в фільмі «Громобій» роль Сабіни. З 2008 по 2010 рік грала принцесу Мері, старшу дочку Генріха VIII в телесеріалі «Тюдори». Також у 2008 вийшов фільм-адаптація серії дитячих «Спайдервік: Хроніки», де Болджер виконала роль Меллорі Грейс.
У травні 2010 року приєдналася до Лілі Коул і Скотта Спідмена в проєкті Мері Геррон «The Moth Diaries» за мотивами новели Рейчел Клейн. Мала зіграти студентку Ребекку, яка підозрює новеньку (Коул) у вампіризмі.
В кінці 2011 року мав вийти містичний серіал Стівена Спілберга «Locke & Key» з серії книг Джо Гілла (сина Стівена Кінга) з Сарою в ролі Кінсі Лок. Також готувалися зйомки фільму «Starbright» режисера Франческо Люсенте, куди Боржер обрана на роль Памели.

## Фільмографія

### Фільми
| Рік  |    | Українська назва    | Оригінальна назва            | Роль          |
| ---- | -- | ------------------- | ---------------------------- | ------------- |
| 1999 | ф  |                     | A Love Divided               | Ейлін Клоні   |
| 2003 | ф  | В Америці           | In America                   | Крісті        |
| 2005 | кф |                     | Premonition                  | Азура         |
| 2005 | ф  |                     | Tara Road                    | Енні          |
| 2006 | ф  | Громобій            | Stormbreaker                 | Сабіна Плежер |
| 2008 | ф  | Спайдервік: Хроніки | The Spiderwick Chronicles    | Меллорі Грейс |
| 2009 | ф  |                     | Iron Cross                   | Кашка         |
| 2011 | ф  |                     | The Moth Diaries             | Ребекка       |
| 2011 | мф | Зі схилів Кокуріко  | Kokuriko-zaka Kara           | Умі Мацудзакі |
| 2013 | ф  | Одержима            | Crush                        | Jules         |
| 2013 | ф  | Крутий як я         | As Cool as I Am              | Люсі          |
| 2014 | ф  | Поцілуй мене        | Kiss Me                      | Зої           |
| 2014 | ф  |                     | Starbright                   | Памела        |
| 2014 | ф  |                     | My All American              | Лінда Вілер   |
| 2015 | ф  | Ефект Лазаря        | The Lazarus Effect           | Єва           |
| 2015 | ф  |                     | Emelie                       | Емелі         |
| 2017 | ф  |                     | Halal Daddy                  | Мейв Логан    |
| 2019 | ф  |                     | End of Sentence              | Джюл          |
| 2019 | ф  |                     | A Good Woman Is Hard to Find | Сара          |
| 2021 | ф  |                     | We Broke Up                  | Беа           |

### Телебачення
| Рік       |    | Українська назва | Оригінальна назва | Роль                          |
| --------- | -- | ---------------- | ----------------- | ----------------------------- |
| 1999      | тф | Таємне побачення | A Secret Affair   | Хелена Фіцджеральд            |
| 2002      | с  |                  | The World of Tosh | ім'я персонажа невідоме       |
| 2004      | с  |                  | The Clinic        | Джейні Квін (2 епізоди)       |
| 2006      | с  | Stardust         | Stardust          | Лоррейн Кіган (2 епізоди)     |
| 2008—2010 | с  | Тюдори           | The Tudors        | Марія I Тюдор (23 епізоди)    |
| 2011      | с  | Locke & Key      | Locke & Key       | Кінсі Локк (пілотний епізод)  |
| 2012—2015 | с  | Якось у казці    | Once Upon a Time  | Аврора (16 епізодів)          |
| 2014      | с  |                  | Mixology          | Джейні (Епізод: "Tom & Maya") |
| 2015—2017 | с  | У пустелі смерті | Into the Badlands | Джейд (16 епізодів)           |
| 2016      | с  | Агент Картер     | Agent Carter      | Вайолет (3 епізоди)           |
| 2018—2019 | с  | По той бік       | Counterpart       | Анна Сілк (6 епізодів)        |
| 2018—2023 | с  | Маянці           | Mayans M.C.       | Емілі Томас (50 епізодів)     |

### Відеоігри
| Рік  |    | Українська назва | Оригінальна назва         | Роль          |
| ---- | -- | ---------------- | ------------------------- | ------------- |
| 2008 | вг |                  | The Spiderwick Chronicles | Меллорі Грейс |
| 2010 | вг | BioShock 2       | BioShock 2                | Елеанор Лемб  |